# 曼努埃尔·帕拉西奥斯
曼努埃尔·埃米利奥·帕拉西奥斯·穆里略（西班牙語：Manuel Emilio Palacios Murillo，1993年2月13日—），哥伦比亚职业足球运动员，现效力于中超球队成都蓉城。

## 俱乐部生涯
帕拉西奥斯出生于基布多，他起初为哥伦比亚甲级联赛的博亚卡爱国者效力。在两个赛季出场近50场之后，21岁的帕拉西奥斯首次转会海外，并于2014年7月19日以自由球员身份加盟葡萄牙足球甲级联赛的葡萄牙竞技俱乐部。
2014年8月31日，他在对阵泰罗芬斯体育会的比赛中首次亮相，在他的第一个赛季中出场超过30场，后俱乐部降级。
2019年，帕拉西奥斯从乌伊拉竞技足球俱乐部租借加盟韩国职业足球联赛2的安养足球会。在安养足球会度过了一个出色的赛季后，帕拉西奥在2020-2021赛季转会至韩国职业甲级足球联赛豪门浦项制铁足球俱乐部。
2022年3月，在浦项制铁足球俱乐部出场1场比赛并攻入1球后，转会至城南足球俱乐部。
2023年4月8日，帕拉西奥斯加盟中超成都蓉城足球俱乐部。